# Jeleń (województwo podlaskie)
Jeleń – kolonia w Polsce położona w województwie podlaskim, w powiecie monieckim, w gminie Knyszyn.
W latach 1975–1998 miejscowość administracyjnie należała do województwa białostockiego
Historia miejsca kolonii Jeleń sięga czasów Zygmunta Augusta. Wtedy to na Jeleniu powstał staw i folwark młyn. W 1574 na wniosek Jana Zamoyskiego część terenów folwarku zostaje przekazana staroście knyszyńskiemu Stanisławowi Trojan Rachańskiemu herbu Junosza i folwark pozostaje w rodzinie Rachańskich do około 1780 roku. Podczas I wojny światowej ok. 1917 roku wojska rosyjskie wysadziły groblę - niszcząc staw oraz młyn. Folwark Jeleń nie wytrzymał próby czasu i popadł w ruinę